# ユア・アーセナル
『ユア・アーセナル』（Your Arsenal）は、モリッシーが1992年に発表した3作目のスタジオ・アルバム。

## 背景
前作『キル・アンクル』（1991年）リリースに伴うツアーで、モリッシーはアラン・ホワイト、ボズ・ブーラー、ゲイリー・デイ、スペンサー・コブリンをバック・バンドに起用。彼らはそのまま本作にも参加し、その後もモリッシーの活動を支えていく。なお、2014年に発売された本作のリマスターCDには、1991年10月31日のアメリカ公演の模様を収録したボーナスDVDが付属している。
プロデュースは、デヴィッド・ボウイ等との活動で知られるミック・ロンソンによる。モリッシーは『Uncut』誌2013年2月号のインタビューにおいて、「ミックはどんな時でも寛容で理解があって、我々は皆、本当に彼のことが大好きだった」と振り返っている。なお、ロンソンは1992年当時、既に肝臓癌と診断されており、本作のリリースから1年にも満たない1993年4月29日に死去した。
「ユア・ゴナ・ニード・サムワン・オン・ユア・サイド」と「アイ・ノウ・イッツ・ゴナ・ハプン・サムデイ」は、前作『キル・アンクル』に参加したマーク・E・ネヴィン（元フェアーグラウンド・アトラクション）が作曲した。モリッシーが『Uncut』誌のインタビューで語ったところによれば、「アイ・ノウ・イッツ・ゴナ・ハプン・サムデイ」ではロンソンがデヴィッド・ボウイの曲「ロックン・ロールの自殺者」のコーダを流用し、驚くモリッシーに対してロンソンは「私がオリジナルを作ったんだから、何も起こりはしないよ」と返事したという。なお、ボウイはロンソンから本作のテープを送られて、「アイ・ノウ・イッツ・ゴナ・ハプン・サムデイ」を「私が昔作った曲のパロディ」「この曲を取り上げて、1974年の私のやり方でやってみれば面白いだろう」と感じ、この曲のカヴァーをアルバム『ブラック・タイ・ホワイト・ノイズ』（1993年）に収録した。

## 反響・評価
全英アルバムチャートでは5週チャート圏内に入り、最高4位を記録。本作に先行してリリースされたシングル「ウィ・ヘイト・イット・ホエン・アワ・フレンズ・ビカム・サクセスフル」は全英シングルチャートで17位に達し、続く「ユア・ザ・ワン・フォー・ミー、ファティー」は19位を記録。その後「サートゥン・ピープル・アイ・ノウ」（全英35位）もシングル・カットされた。また、2014年発売のリマスター盤は、同年3月8日付の全英アルバムチャートで49位を記録している。
オーストラリアのアルバム・チャートでは初登場12位となり、5週連続でトップ50入りした。
アメリカのBillboard 200では21位に達し、ザ・スミス時代及びソロ転向後を通じて自身初のトップ40入りを果たした。また、グラミー賞では最優秀オルタナティヴ・ミュージック・アルバム賞にノミネートされたが、受賞は果たせなかった。
Stephen Thomas Erlewineはオールミュージックにおいて5点満点中4.5点を付け「グラムロックとロカビリーをダイナミックかつ爽快に融合して、『ユア・アーセナル』はモリッシーが過去に作ってきたどのレコードよりもハードにロックしている」と評している。

## 収録曲
特記なき楽曲はモリッシーとアラン・ホワイトの共作。
1. ユア・ゴナ・ニード・サムワン・オン・ユア・サイド "You're Gonna Need Someone on Your Side" (Morrissey, Mark E. Nevin) – 3:38
2. グラマラス・ブルー "Glamorous Blue" – 4:01
3. ウィル・レット・ユー・ノウ "We'll Let You Know" – 5:17
4. ザ・ナショナル・フロント・ディスコ "The National Front Disco" – 4:23
5. サートゥン・ピープル・アイ・ノウ "Certain People I Know" – 3:12
6. ウィ・ヘイト・イット・ホエン・アワ・フレンズ・ビカム・サクセスフル "We Hate It When Our Friends Become Successful" – 2:30
7. ユア・ザ・ワン・フォー・ミー、ファティー "You're the One for Me, Fatty" – 2:57
8. シーシック、イェット・スティル・ドックト "Seasick, Yet Still Docked" – 5:07
9. アイ・ノウ・イッツ・ゴナ・ハプン・サムデイ "I Know It's Gonna Happen Someday" (Morrissey, M. E. Nevin) – 4:20
10. トゥモロー "Tomorrow" – 4:06

### 2014年再発盤ボーナスDVD
1. モンスターが生まれる11月 "November Spawned a Monster"
2. アルセイション・カズン "Alsatian Cousin"
3. アワ・フランク "Our Frank"
4. ザ・ループ "The Loop"
5. リア王 "King Leer"
6. シスター・アイム・ア・ポエット "Sister I'm a Poet"
7. ピカデリー・パラーレ "Picadilly Palare"
8. ドライヴィング・ユア・ガールフレンド・ホーム "Driving Your Girlfriend Home"
9. インテレスティング・ドラッグ "Interesting Drug"
10. ウィ・ヘイト・イット・ホエン・アワ・フレンズ・ビカム・サクセスフル "We Hate It When Our Friends Become Successful"
11. エヴリデイ・イズ・ライク・サンデイ "Everyday Is Like Sunday"
12. マイ・ラヴ・ライフ "My Love Life"
13. パシャーネイト・ラヴ "Pashernate Love"
14. ザ・ラスト・オブ・ザ・フェイマス・インターナショナル・プレイボーイ "The Last of the Famous International Playboys"
15. アジアン・ラット "Asian Rut"
16. エンジェル・エンジェル "Angel, Angel, Down We Go Together"
17. スエードヘッド "Suedehead"
18. ディサポインティッド "Disappointed"

## 参加ミュージシャン
- モリッシー - ボーカル
- アラン・ホワイト - ギター
- ボズ・ブーラー - ギター
- ゲイリー・デイ - ベース
- スペンサー・コブリン - ドラムス